# Tjärby
Tjärby är kyrkbyn i Tjärby socken och tidigare tingsplats i Höks härad i Laholms kommun, och ligger omkring fem kilometer norr om tätorten Laholm, i Hallands län, utmed riksväg 15. Tjärby är i sig en del av småorten Tjärby och Daggarp, och grannby till den betydligt större byn Lilla Tjärby.
I och kring byn finns Tjärby kyrka samt ett antal omgivande gårdar, Tjärby naturreservat som består av ett 60 hektar stort flygsandfält, samt Örelids stenar med 36 resta stenar och fyra högar från bronsåldern.